# 小鱼仙草
小鱼仙草（学名：Mosla dianthera），也叫粗鋸齒薺薴，别名土荆芥、假鱼香、野香薷、热痱草、痱子草、月味草、红花月味草、姜芥、四方草、山苏麻、疏花荠宁，为石荠苧属下的一种一年生草本植物，高可达1米，叶披针形，單葉對生，花期和果期在5至11月，入药可治感冒头痛、皮肤瘙痒等。

## 外部連結
- 肉豆蔻醚 Myristicine 中草藥化學圖像數據庫 (香港浸會大學中醫藥學院) （中文）（英文）

## 扩展阅读
- 維基物種上的相關：小鱼仙草